# Minh Đức, Đồ Sơn
Minh Đức là một phường thuộc quận Đồ Sơn, thành phố Hải Phòng, Việt Nam.

## Địa lý
Phường Minh Sơn có vị trí địa lý:
- Phía đông giáp phường Ngọc Xuyên và quận Dương Kinh
- Phía tây giáp huyện Kiến Thụy
- Phía nam giáp phường Bàng La
- Phía bắc giáp phường Hợp Đức.

Phường Minh Đức có diện tích 5,24 km², dân số năm 2022 là 7.763 người, mật độ dân số đạt 1.377 người/km².

## Lịch sử
Ngày 12 tháng 9 năm 2007, Chính phủ ban hành Nghị định số 145/2007/NĐ-CP về việc thành lập phường Minh Đức trên cơ sở điều chỉnh 523,80 ha diện tích tự nhiên và 7.763 nhân khẩu của xã Hợp Đức.